# Нокс, Томас, 2-й граф Ранфёрли
Томас Нокс, 2-й граф Ранфёрли (англ. Thomas Knox, 2rd Earl of Ranfurly; 19 апреля 1786 — 21 марта 1858) — англо-ирландский пэр и политик. Он носил титул учтивости — виконт Нортленд с 1831 по 1840 год.

## Происхождение и образование
Родился 19 апреля 1786 года. Старший сын Томаса Нокса, 1-го графа Ранфёрли (1754—1840), и достопочтенной Дайаны Джейн Пери (? — 1839).
Его бабушкой и дедушкой по материнской линии были Эдмунд Пери, 1-й виконт Пери (1719—1806), и Элизабет Визи. Его бабушкой и дедушкой по отцовской линии были Томас Нокс, 1-й виконт Нортленд (1729—1818), и достопочтенная Энн Визи, дочь Джона Визи, 1-го барона Нэптона.
Он получил образование в колледже Святого Иоанна в Кембридже.

## Карьера
Томас Нокс заседал в Палате общин Великобритании от графства Тирон (1812—1818) и Данганнона (1818—1830).
Он получил титул виконта Нортленда, когда его отец был возведен в графство Ранфёрли в 1831 году.
26 апреля 1840 года после смерти своего отца Томас Нокс унаследовал 2-го графа Ранфёрли, 3-го виконта Нортленда из Данганнона (графство Тирон), 2-го барона Ранфёрли из Рэмфорли (графство Ренфру) и 3-го барона Уэллса из Данганнона (графство Тирон), став членом Палаты лордов Великобритании.
Его резиденцией был Данганнон-Парк в графстве Тирон, Северная Ирландия.

## Личная жизнь
28 февраля 1815 года Томас Нокс женился на Мэри Джулиане Стюарт (? — 11 июля 1866), дочери Уильяма Стюарта (1755—1822), архиепископа Армы, и Софии Маргарет Пенн (? — 1847), дочери Томаса Пенна (1702—1775), сына Уильяма Пенна, основателя Пенсильвании . У супругов было четыре сына и шесть дочерей, в том числе:
- Томас Нокс, 3-й граф Ранфёрли (13 ноября 1816 — 20 мая 1858), который в 1848 году женился на Гарриет Римингтон, дочери Джеймса Римингтона[2].
- Леди Мэри Стюарт Нокс (1818 — 14 мая 1903), в 1854 году вышедшая замуж за Джона Пейджа Рида, сына Джорджа Рида[5].
- Леди Луиза Джулиана Нокс (ок. 1820 — 31 марта 1896), в 1839 году вышедшая замуж за Генри Александера, сына преподобного Нафанаила Александера[6]
- Леди Джулиана Кэролайн Фрэнсис Нокс (9 февраля 1820 — 11 декабря 1906), в 1862 году вышедшая замуж за генерала сэра Эдварда Форестье-Уокера[2].
- Достопочтенный Уильям Стюарт Нокс (11 марта 1826 — 15 февраля 1900), майор 51-го пехотного полка и член парламента от Данганнона[7], который в 1856 году женился на Джорджиане Рупер, дочери Джона Бонфоя Рупера[2].
- Достопочтенный Гренвиль Генри Джон Нокс (ок. 1829 — 18 августа 1845), который утонул во время купания[2].
- Леди Аделаида Генриетта Луиза Гортензия Нокс (ок. 1834 — 28 августа 1911), в 1850 году вышедшая замуж за Джозефа Гоффа, сына Джозефа Гоффа из Хейл-Парка[2].

Лорд Ранфёрли скончался в марте 1858 года в возрасте 71 года, и ему наследовал графство его старший сын Томас. Леди Ранфёрли умерла в июле 1866 года.